# حدیث جبرئیل
حدیث جبرئیل بر اساس عقیده مسلمانان ارکان دین شامل اسلام، ایمان، احسان و نشانه‌های روز قیامت را تعریف می‌کند.

## روایت عمر
در کتاب سنن نسایی به نقل از عمر آورده است:
روزی نزد پیامبر بودیم. هنگامی که مردی بر ما آشکار شد با لباسی بسیار سفید، موی بسیار سیاه، اثر سفر بر او دیده نمی‌شد و هیچ‌یک از ما او را نمی‌شناخت، تا این که با پیامبر نشست و زانوانش را به زانوان پیامبر رساند و دستانش را بر رانهایش نهاد. سپس گفت: ای محمد! از اسلام آگاهم کن … سپس پیامبر به من گفت: ای عمر! می‌دانی پرسنده کیست؟ گفتم: الله و پیامبرش داناترند. گفت: پس او جبرئیل است که نزد شما آمد تا امر دینتان را به شما بیاموزد.

## روایت ابوهریره و ابوذر
همین حدیث را در کتاب صحیح و ضعیف سنن نسائی از قول ابوذر و ابو هریره نقل می‌کند:
ابوذر و ابوهریره گفتند: پیامبر میان یارانش می‌نشست اگر بیگانه‌ای می‌آمد نمی‌دانست که او کدام است تا می‌پرسید. پس از پیامبر خواستیم تا نشیمن‌گاهی برایش قرار دهیم تا هنگامی که ناشناسی بر او می‌آید او را بشناسد، پس برای او نیمکتی سفالین ساختیم که بر آن می‌نشست.
ما نشسته بودیم و پیامبر در جایش نشسته بود هنگامی که مردی پیش آمد، زیباروترین مردم و خوشبوترین مردم، انگار لباسش را هیچ آلودگی لمس نکرده بود، تا این که در کنار بساط ایستاد و گفت: سلام بر تو ای محمد. پیامبر جوابش را داد. گفت: ای محمد! نزدیک شوم؟ گفت: نزدیک شو. همچنان چند بار گفت: نزدیک شوم و به او گفت: نزدیک شو، تا این که دستانش را بر زانوان پیامبر گذاشت.
گفت ای محمد! آگاهم کن، اسلام چیست؟ گفت اسلام این که بندگی الله کنی و چیزی را با او شریک نگردانی و نماز را به پای داری و زکات دهی و بیت را حج کنی و رمضان را روزه بگیری. گفت اگر چنان کنم مسلمان شده‌ام؟ گفت بله. گفت راست گفتی. پس هنگامی که شنیدیم گفتهٔ آن مرد را که «راست گفتی» تعجب کردیم.
گفت: ای محمد! آگاهم کن، ایمان چیست؟ گفت ایمان به الله و ملائکه‌اش و کتاب و پیامبران و ایمان بیاوری به قَدَر. گفت پس اگر چنان کنم ایمان آورده‌ام؟ پیامبر گفت بله. گفت راست گفتی.
گفت ای محمد! آگاهم کن، احسان چیست؟ گفت که بندگی الله کنی انگار او را می‌بینی پس اگر نمی‌بینی او را، پس حتماً او تو را می‌بیند. گفت راست گفتی.

گفت ای محمد! آگاهم کن، ساعة کی است؟ گفت سرش را پایین انداخت پس پاسخش را چیزی نداد سپس تکرار کرد، پس چیزی پاسخش نگفت سپس تکرار کرد، پس چیزی پاسخش نگفت و سرش را بلند کرد پس گفت پرسش شونده از آن آگاهتر از پرسنده نیست و اما برای آن نشانه‌هایی است که به آن شناخته می‌شود. هنگامی که دیدی چوپانان در بنیان دست درازی می‌کنند و دیدی پابرهنگان لخت، شاهان زمین هستند و دیدی زن، اربابش را بزاید. پنج چیز است که جز الله نداند (ان الله عنده علم الساعة … ان الله علیم خبیر). سپس گفت قسم به کسی که محمد را به حق، برای هدایت و بشارت، مبعوث کرد، آگاهتر از هیچ کدامتان نبودم و او جبرئیل بود که به صورت دحیه کلبی نازل شد.